# 硫醛

硫醛

硫醛（R-CSH）是一類有機化合物的通稱，可以看作醛中的氧（O）原子被硫（S）原子取代。

## 相關化合物
- 硫代丙醛
- 二硫代氨基甲酸二乙胺鹽
- 噻啶
- 硫烯比妥

## 參看
- 醛
- 硫醇